# Commission des libertés individuelles et de l'égalité
La Commission des libertés individuelles et de l'égalité (Colibe) est une commission tunisienne créée par le président de la République Béji Caïd Essebsi le 13 août 2017. Elle est chargée de préparer un rapport concernant les réformes législatives relatives aux libertés individuelles et à l'égalité conformément à la Constitution de 2014 ainsi qu’aux normes internationales des droits de l'homme.

## Mission
La commission est chargée de contribuer à l’état des libertés individuelles et de l'égalité en Tunisie à travers la préparation d’un projet de réforme conformément aux impératifs de la Constitution de 2014 et des standards internationaux des droits de l'homme.
En effet, la Constitution comprend un certain nombre de chapitres sur les libertés individuelles et les principes de l'égalité, alors que de nombreuses législations et lois héritées du protectorat français et de la dictature sont incompatibles avec les principes et l'esprit du changement qui y sont contenus.

## Membres
La Commission des libertés individuelles et de l'égalité est composée de neuf membres :
| Image | Nom                     | Profil |
| ----- | ----------------------- | --- |
|       | Bochra Belhaj Hmida     | Avocate et députée à l'Assemblée des représentants du peuple, militante en faveur des droits de l'homme et des femmes, elle est une membre fondatrice puis présidente de l’Association tunisienne des femmes démocrates et membre fondatrice de la section locale d’Amnesty International. |
|       | Kerim Bouzouita         | Docteur en anthropologie, il est un expert international en stratégie et plaidoyer auprès de l'Organisation des Nations unies. Il enseigne dans plusieurs universités en Tunisie, dont l'École politique de Tunis et l'École supérieure d'économie, et à l'étranger dont l'université Loyola de Chicago, l’École d'état-major ou encore l'université de Canterbury. Il est l’auteur de plusieurs ouvrages anthropologiques sur la question du pouvoir. |
|       | Abdelmajid Charfi       | Islamologue, professeur émérite des universités tunisiennes et ancien doyen de la faculté des lettres et des sciences humaines de Tunis, il est l'auteur de plusieurs ouvrages sur la pensée islamique classique et contemporaine. Il est titulaire de la chaire Unesco de religions comparées de 1999 à 2003. Il est également membre de la Haute instance pour la réalisation des objectifs de la révolution en 2011 et président de l’Académie tunisienne des sciences, des lettres et des arts depuis 2015. |
|       | Slim Laghmani           | Professeur de droit public et de sciences politiques à la faculté des sciences juridiques, politiques et sociales de Tunis, il y est le directeur du laboratoire de recherches « Droit de l’Union européenne et relations Maghreb-Europe » de 2001 à 2013. Auteur de plusieurs ouvrages se rapportant à la question du droit, de la religion et de la modernité, il est membre du comité des experts au sein de la Haute instance pour la réalisation des objectifs de la révolution et président de sa sous-commission des libertés publiques en 2011. Il préside l’Association tunisienne de droit constitutionnel et siège au conseil scientifique de l’Académie internationale de droit constitutionnel.              |
|       | Salwa Hamrouni          | Maître de conférences agrégée en droit public à la faculté des sciences juridiques, politiques et sociales de Tunis, rattachée à l’université de Carthage, elle est spécialiste de droit international en matière de droits de l'homme et de droit constitutionnel. Ses recherches portent sur les questions des droits et des libertés en droits tunisien et international. Elle est membre du comité de rédaction du projet de loi relatif à la Cour constitutionnelle. Elle est également experte et consultante en matière de droits de l'homme auprès de plusieurs organisations nationales et internationales telles que l’Unesco, le Programme des Nations unies pour le développement et Avocats sans frontières. |
|       | Slaheddine Jourchi (ar) | Écrivain et militant en faveur des droits de l'homme, il préside le Conseil national civil et a été vice-président de la Ligue tunisienne des droits de l'homme et un membre fondateur du Forum El Jahedh, une association qui a pour but de promouvoir une pensée arabo-islamique innovante et consolidant l'identité nationale. |
|       | Iqbal Gharbi            | Universitaire et directrice de la chaire d'anthropologie de la religion à l'Institut supérieur de théologie et au Centre de l’innovation pédagogique de l'université Zitouna, elle est titulaire d'un doctorat en anthropologie de l'université Paris-Descartes et responsable de la revue scientifique de l’Institut supérieur de théologie, Ettanwir. |
|       | Malek Ghazouani         | Il est magistrat et vice-président du tribunal de première instance de Tunis. |
|       | Dora Bouchoucha         | Professeure de littérature anglaise, productrice de cinéma et responsable pédagogique de plusieurs instances de formation de producteurs africains et arabes, elle est la directrice des Journées cinématographiques de Carthage pendant trois sessions et y initie l'Atelier des projets en 1992. Elle préside des commissions d’aide à la production en France entre 2010 et 2013. Elle est élue parmi les 100 personnalités les plus influentes d’Afrique. |

## Fonctionnement
Opérationnelle depuis le premier jour, la commission dresse un état des lieux des lois qui portent atteinte aux libertés individuelles et à l’égalité et qui ne sont pas conformes à la Constitution et aux engagements de la Tunisie en matière de droits de l'homme puis entre dans la phase de formulation des propositions.
En parallèle, elle choisit d’adopter une démarche participative et consultative en invitant les acteurs de la vie publique à contribuer à son projet. Grâce à cette démarche, les ministères, les partis politiques représentés à l’Assemblée des représentants du peuple et au gouvernement, les organisations spécialisées de la société civile et des universitaires spécialisés dans plusieurs disciplines (sociologues, savants de l’université Zitouna, etc.) sont consultés et leurs contributions permettent de faire avancer les travaux de la commission de manière significative.
Le 8 juin 2018, la commission remet un rapport de 235 pages au président de la République, la concrétisation des mesures proposées restant tributaire du président et de l'Assemblée des représentants du peuple.